# Camille Lacourt
Camille Lacourt (Narbonne, 22 april 1985) is een Franse zwemmer. Hij vertegenwoordigde Frankrijk op de Olympische Zomerspelen 2012 in Londen. Op de langebaan is Lacourt houder van het Europees record op de 100 meter rugslag.

## Carrière
Bij zijn internationale debuut, op de Europese kampioenschappen kortebaanzwemmen 2007 in Debrecen, strandde Lacourt in de series van de 50, 100 en 200 meter rugslag. Samen met Hugues Duboscq, Christophe Lebon en Antoine Galavtine werd hij uitgeschakeld in de series van de 4x50 meter wisselslag.
Tijdens de wereldkampioenschappen zwemmen 2009 in Rome eindigde hij als vijfde op de 50 meter rugslag.
Op de Europese kampioenschappen zwemmen 2010 in Boedapest veroverde Lacourt de Europese titel op zowel de 50 als de 100 meter rugslag, op de 100 meter verbeterde hij het Europees record en op de 50 meter benaderde hij het wereldrecord tot op drie honderdste seconde. Op de 4x100 meter wisselslag legde hij samen met Hugues Duboscq, Frédérick Bousquet en Fabien Gilot beslag op de Europese titel. In Dubai nam de Fransman deel aan de wereldkampioenschappen kortebaanzwemmen 2010. Op dit toernooi sleepte hij de zilveren medaille in de wacht op de 100 meter rugslag en eindigde hij als vierde op de 50 meter rugslag, weer samen met Hugues Duboscq, Frédérick Bousquet en Fabien Gilot eindigde hij als vierde op de 4x100 meter wisselslag.
Tijdens de wereldkampioenschappen zwemmen 2011 in Shanghai werd Lacourt, ex aequo met zijn landgenoot Jérémy Stravius, wereldkampioen op de 100 meter rugslag. Op de 50 meter rugslag legde hij beslag op de zilveren medaille.
Op de Olympische Zomerspelen van 2012 in Londen eindigde de Fransman als vierde op de 100 meter rugslag, op de 4x100 meter wisselslag strandde hij samen met Giacomo Perez Dortona, Romain Sassot en Yannick Agnel in de series.

### 2013-heden
In Barcelona nam Lacourt deel aan de wereldkampioenschappen zwemmen 2013. Op dit toernooi veroverde hij de wereldtitel op de 50 meter rugslag, op de 100 meter rugslag eindigde hij op de vijfde plaats. Samen met Giacomo Perez Dortona, Jérémy Stravius en Fabien Gilot behaalde hij de wereldtitel op de 4x100 meter wisselslag. Tijdens de Europese kampioenschappen kortebaanzwemmen 2013 in Herning sleepte de Fransman de bronzen medaille in de wacht op de 100 meter rugslag, daarnaast eindigde hij als zevende op de 50 meter rugslag.
Op de wereldkampioenschappen zwemmen 2015 in Kazan prolongeerde Lacourt de wereldtitel op de 50 meter rugslag, daarnaast veroverde hij de zilveren medaille op de 100 meter rugslag. Op de 4x100 meter wisselslag legde hij samen met Giacomo Perez Dortona, Mehdy Metella en Fabien Gilot beslag op de bronzen medaille. Op de Europese kampioenschappen zwemmen 2016 in Londen won Lacourt de Europese titel op zowel de 50 meter als de 100 meter rugslag.

## Internationale toernooien
| Jaar | Olympische Spelen                     | WK langebaan                                      | WK kortebaan                                         | EK langebaan                                   | EK kortebaan                                                           |
| ---- | ------------------------------------- | ------------------------------------------------- | ---------------------------------------------------- | ---------------------------------------------- | ---------------------------------------------------------------------- |
| 2007 |                                       | geen deelname                                     |                                                      |                                                | 25e 50m rugslag 23e 100m rugslag 25e 200m rugslag 11e 4x50m wisselslag |
| 2008 | geen deelname                         |                                                   | geen deelname                                        | geen deelname                                  | geen deelname                                                          |
| 2009 |                                       | 5e 50m rugslag                                    |                                                      |                                                | geen deelname                                                          |
| 2010 |                                       |                                                   | 4e 50m rugslag · 100m rugslag · 4e 4x100m wisselslag | 50m rugslag · 100m rugslag · 4x100m wisselslag | geen deelname                                                          |
| 2011 |                                       | 50m rugslag · 100m rugslag                        |                                                      |                                                | geen deelname                                                          |
| 2012 | 4e 100m rugslag 10e 4x100m wisselslag |                                                   | geen deelname                                        | geen deelname                                  | geen deelname                                                          |
| 2013 |                                       | 50m rugslag · 5e 100m rugslag · 4x100m wisselslag |                                                      |                                                | 7e 50m rugslag · 100m rugslag                                          |
| 2014 |                                       |                                                   | geen deelname                                        | geen deelname                                  |                                                                        |
| 2015 |                                       | 50m rugslag · 100m rugslag · 4x100m wisselslag    |                                                      |                                                | geen deelname                                                          |
| 2016 | 5-21 augustus 2016                    |                                                   | 7-11 december 2016                                   | 50m rugslag · 100m rugslag                     |                                                                        |

## Persoonlijke records
Bijgewerkt tot en met 25 maart 2011
Kortebaan
| Afstand      | Tijd    | Datum            | Plaats   |
| ------------ | ------- | ---------------- | -------- |
| 50m rugslag  | 23,16   | 18 december 2010 | Dubai    |
| 100m rugslag | 49,80   | 16 december 2010 | Dubai    |
| 200m rugslag | 1.53,44 | 4 december 2009  | Chartres |

Langebaan
| Afstand      | Tijd    | Datum            | Plaats      |
| ------------ | ------- | ---------------- | ----------- |
| 50m rugslag  | 24,07   | 10 augustus 2010 | Boedapest   |
| 100m rugslag | 52,11   | 12 augustus 2010 | Boedapest   |
| 200m rugslag | 1.59,74 | 25 maart 2011    | Straatsburg |